# Mechanical Animals
 (août 2011).
Si vous disposez d'ouvrages ou d'articles de référence ou si vous connaissez des sites web de qualité traitant du thème abordé ici, merci de compléter l'article en donnant les références utiles à sa vérifiabilité et en les liant à la section « Notes et références ».
Albums de Marilyn Manson
Antichrist Superstar
(1996) Holy Wood (In the Shadow of the Valley of Death)
(1999)
Mechanical Animals est le troisième album studio du groupe Marilyn Manson (à l'occasion rebaptisé Omega and the Mechanical Animals) sorti le 14 septembre 1998 sous le label  Nothing Records. Musicalement, l'album est plus mélodique que les précédents et est influencé par le glam rock des années 1970.
L'album s'est très bien vendu après sa sortie, malgré la controverse, il se vendit presque aussi bien qu'Antichrist Superstar. C'est le premier album de Marilyn Manson à atteindre la première place des ventes dans la semaine suivant la sortie.
Comme son prédécesseur, Mechanical Animals est un album concept. Il forme avec Antichrist Superstar et Holy Wood (In the Shadow of the Valley of Death) une trilogie inversée.
Quatre singles en sont sortis : The Dope Show, I Don't Like the Drugs (But the Drugs Like Me), Rock is Dead et Coma White.
Le titre "Coma White" est dédié à sa partenaire de l'époque : l'actrice Rose McGowan, qui figurera d'ailleurs dans le clip du morceau.
Rose McGowan participera également aux chœurs de la chanson "Posthuman".

## Concept
Contrairement à l'album Antichrist Superstar, Mechanical Animals est sur le plan esthétique, beaucoup moins sombre. En ce qui concerne l'image et la musique, Mechanical Animals est inspiré par le glam rock à la David Bowie, une des grandes influences de Manson d'après ses dires.
Musicalement, beaucoup de chansons ont des mélodies beaucoup plus légères que celles sur Antichrist Superstar et sont beaucoup moins acoustiquement abrasives.
Dans l'album, Manson incarne deux personnages :
- Le premier : Oméga. Rockeur glam extraterrestre, androgyne et toxicomane, qui à l'instar de David Bowie dans The Rise and Fall of Ziggy Stardust and the Spiders from Mars, il se retrouve sur la Terre, est capturé, placé dans un groupe appelé The Mechanical Animals et transformée en une star du rock, un produit. Il est devenu insensible au monde, soit perdu ou loin dans l'espace ou alors des collines d'Hollywood, par l'usage excessif de drogues comme mécanisme d'adaptation de sa vie comme produit de ses maîtres d'entreprise.

- Le second : Alpha. Alpha est basé sur Marilyn Manson et ses expériences autour de la conclusion de l'ère et de la tournée Antichrist Superstar. Agissant comme le reflet d'Omega. Il se rend compte que ses émotions ne sont que le retour des faits et gestes d'Oméga. Vulnérable, il essaie de réapprendre à les utiliser correctement, il se désespère du peu d'autres personnes qui ressentent des émotions, en observant qu'ils sont des « animaux mécaniques » (mechanical animals).

Les deux cherchent à revenir dans le monde - la recherche parmi les animaux mécaniques de la chose dont ils ont besoin pour ne faire qu'un. Ils appellent ça Coma White, ne sachant pas si elle est réelle ou simplement une hallucination induite des drogues. Par la suite, sept des quatorze chansons sont du point de vue, lyriquement et musicalement, d'Omega et son groupe fictif, The Mechanical Animals, tandis que les sept autres par Alpha (Marilyn Manson). Les chansons d'Omega sont généralement les plus nihilistes et superficielles des textes, tels que The Dope Show, User Friendly et New Model n ° 15.
Dans une interview en 1998, Manson a lui-même lié l'album à des travaux antérieurs du groupe, en disant : « Dans Antichrist Superstar je me comparais à la chute de Lucifer du ciel ... Le nouvel album est plus sur ce qui arrive quand je tombe sur la Terre et d'essayer de m'ajuster en tant qu'être humain. »[réf. nécessaire] (« Je suis juste un échantillon d'une âme faite pour ressembler à un être humain », dans I Don't Like The Drugs  (But the Drugs Like Me).
Après la sortie de Holy Wood (In The Shadow Of The Valley of the Death), il s'entend que l'écoute correcte serait Holy Wood, Mechanical Animals, et enfin Antichrist Superstar (par ordre chronologique inverse de leurs rejets réels), car si Antichrist Superstar et Mechanical Animals était logique que des albums concept individuel sur leurs propres, il y avait une histoire qui se cache sur-voûte en cours d'exécution à travers les trois versions[pas clair].

## Album
La controversée couverture de l'album a remporté un succès critique et de nombreux prix. La photo est le fruit du travail de Joseph Cultice, le photographe de longue date de Manson. Contrairement à la rumeur populaire sur Internet, le leader du groupe, Manson, n'a pas subi de chirurgie plastique pour cet androgyne extraterrestre. Les seins sont prothétiques, fabriquée spécialement par Industrial Light & Magic, Manson a d'ailleurs déclaré dans des interviews que Johnny Depp est le propriétaire actuel de ces prothèses, tandis que Manson est lui-même propriétaire de la perruque blonde de Depp porté dans le film Blow. Manson est en réalité nu et couvert de la tête aux pieds par de la peinture au latex, fournie par la même société. Ses organes génitaux sont couverts d'une fine couche de plastique pour créer l'apparence androgyne d'Oméga. L'album comporte également un suppléant, moins « obscène » de couverture qui se trouve sur le verso du livret de l'album. Il est d'ailleurs la couverture pour un album du même nom par le groupe fictif Omega and the Mechanical Animals. La photo présentée sur cette pochette de rechange comprend en plus la symbolique entourant le nombre 15.
Le livret contient les messages en texte jaune, qui sont visibles au travers de l'emballage du CD ou du bleu transparent du LP ; ces messages (devenus verts) comprennent :
- « www.comawhite.com »[4]
- « Je ne savais plus si Coma White était réel ou juste un effet secondaire »
- « (sic) »
- « Maintenant, les enfants, c'est l'heure de la récréation, s'il vous plaît, retroussez vos manches »
- « Un soleil sans planètes, la combustion dans les milieux »
- « Même les machines peuvent voir que nous sommes morts »
- « À la fin je suis devenu eux sont devenus et je les conduisis / Après tout aucun d'entre nous n'était vraiment qualifié en tant qu'être humain / Nous étions Automatiques et creux comme le «o» en Dieu (God) / J'ai ré-attaché mes émotions cellulaires et les stupéfiants / Du haut de Hollywood il ressemblait à l'espace / Des millions de capsules et Mechanical Animals / Une ville remplie d'étoiles mortes et une fille, j'ai appelé Comawhite / Ceci est mon Omega. »

Un schéma montrant un boîtier de CD sur le livret, et un message qui dit « Jaune et bleu=vert » est censé expliquer au lecteur du livret comment lire ces messages.
Une édition limitée de la tournée Mechanical Animals a été publié au Royaume-Uni (ainsi qu'en d'autres endroits comme l'Australie et le Mexique, où seulement 100 exemplaires de cette édition sont arrivés) avec une BD illustrée par Marcus Wild. Bien qu'édition limitée, l'album est facilement accessible dans certaines régions[réf. nécessaire]. L'emballage est identique à la version originale, sauf pour les bonus BD de huit pages par Wild, illustrant des scènes du clip de I Don't Like the Drugs (But the Drugs Like Me).

## Liste des titres

### Version CD
Toutes les paroles sont écrites par Marilyn Manson.
| No  | Titre                                          | Musique                                     | Durée |
| --- | ---------------------------------------------- | ------------------------------------------- | ----- |
| 1.  | Great Big White World                          | Twiggy Ramirez, Madonna Wayne Gacy, Zim Zum | 5:01  |
| 2.  | The Dope Show                                  | Twiggy Ramirez                              | 3:46  |
| 3.  | Mechanical Animals                             | Twiggy Ramirez, Zim Zum                     | 4:33  |
| 4.  | Rock Is Dead                                   | Twiggy Ramirez, Madonna Wayne Gacy          | 3:09  |
| 5.  | Disassociative                                 | Twiggy Ramirez, Madonna Wayne Gacy, Zim Zum | 4:50  |
| 6.  | The Speed of Pain                              | Twiggy Ramirez, Madonna Wayne Gacy, Zim Zum | 5:30  |
| 7.  | Posthuman                                      | Twiggy Ramirez, Madonna Wayne Gacy          | 4:17  |
| 8.  | I Want to Disappear                            | Twiggy Ramirez                              | 2:56  |
| 9.  | I Don't Like the Drugs (But the Drugs Like Me) | Twiggy Ramirez, Zim Zum                     | 5:03  |
| 10. | New Model No. 15                               | Twiggy Ramirez, Marilyn Manson              | 3:40  |
| 11. | User Friendly                                  | Twiggy Ramirez, Madonna Wayne Gacy, Zim Zum | 4:17  |
| 12. | Fundamentally Loathsome                        | Madonna Wayne Gacy, Zim Zum                 | 4:49  |
| 13. | The Last Day on Earth                          | Twiggy Ramirez, Marilyn Manson, Zim Zum     | 5:01  |
| 14. | Coma White                                     | Twiggy Ramirez, Madonna Wayne Gacy, Zim Zum | 5:38  |
| 15. | Untitled                                       | Madonna Wayne Gacy                          | 1:22  |

### Version Vinyle
| A1. | Great Big White World | 5:01 |
| A2. | Posthuman             | 4:18 |
| A3. | The Speed of Pain     | 5:30 |
| A4. | The Last Day on Earth | 5:01 |
| B1. | Disassociative        | 4:50 |
| B2. | Mechanical Animals    | 4:30 |
| B3. | Coma White            | 5:38 |

| C1. | The Dope Show                                  | 3:47 |
| C2. | Rock Is Dead                                   | 3:10 |
| C3. | I Want to Disappear                            | 2:57 |
| C4. | Fundamentally Loathsome                        | 4:50 |
| D1. | I Don't Like the Drugs (But the Drugs Like Me) | 5:30 |
| D2. | New Model No. 15                               | 3:41 |
| D3. | User Friendly                                  | 4:17 |

### Version InversCD
1. World White Big Great
2. Show Dope The
3. Mechanical Animals
4. Dead is Rock
5. Sossiativedisa
6. Pain of Speed The
7. Humanpost
8. Disapear To Wan't I
9. Drugs the Like Don't I
10. n°15 Model New
11. Friendly User
12. Loathsome Fudammentaly
13. Earth On Day Last The
14. White Coma
15. Ledunti

## Crédits
Marilyn Manson
- Marilyn Manson - chants, vocodeur, producteur, photographie, guitare sur The Last Day on Earth, batterie électronique sur The Dope Show.
- Twiggy Ramirez - basse, guitare rythmique, guitare solo, guitare acoustique.
- Madonna Wayne Gacy - piano, claviers, synthétiseur, mellotron, batterie électronique, noise.
- Ginger Fish - batterie, percussions.
- Zim Zum - guitare rythmique, solo, acoustique; claviers, guitare synth.
- John 5 - guitare sur Mechanical Animals.

Musiciens additionnels
- Dave Navarro - guitare solo sur I Don't Like the Drugs (But the Drugs Like Me).
- Danny Saber - claviers
- Rose McGowan - chœurs sur Posthuman.

## Certifications
| Pays                    | Certification | Unités certifiées |
| ----------------------- | ------------- | ----------------- |
| Australie (ARIA)        | Or            | 35 000            |
| Canada (Music Canada)   | Platine       | 100 000           |
| États-Unis (RIAA)       | Platine       | 1 000 000         |
| Nouvelle-Zélande (RMNZ) | Platine       | 15 000            |
| Royaume-Uni (BPI)       | Or            | 100 000           |
| Suède (GLF)             | Or            | 40 000            |